# Frenuloplastia
Frenuloplastia é o corte ou remoção, uma alteração cirúrgica de um Frênulo quando sua presença restringe amplitude de movimento entre tecidos interligados. Dois dos membros do corpo humanos mais comuns em uma frenuloplastia são: 
1) Pênis: um curto Frênulo do pênis normal restringe retração do prepúcio durante a ereção (uma condição conhecida como Frênulo breve). Esta pode ser uma complicação da circuncisão ou um evento que ocorre naturalmente. O objetivo do tratamento é normal para permitir a retração do prepúcio. Circuncisão pode isentar essa condição, mas não é indicada apenas para tratar Frênulo breve, pois retira tecido prepucial  - o qual é repleto de terminações nervosas - desnecessariamente. A frenuloplastia consiste na execução de uma incisão (horizontal, em forma de Y ou em forma de Z, dependendo do grau de complexidade da técnica utilizada) no tecido frenular, permitindo seu alongamento e liberação. O intervento pode ser feito durante uma circuncisão, mas é muito comum ser realizado isoladamente.
2) Língua: Um apertado Frênulo neste contexto é por vezes referido como "língua-tie", que também é conhecido como ankyloglossia. Nesta condição o frênulo da língua restringe amplitude de movimento que podem interferir com a amamentação ou de fala. A menos extenso recorte do lingual Frênulo.
O termo Frênulo refere-se a qualquer uma prega na mucosa que protege ou restringe circulação de dois móveis tecidos em relação uns aos outros. Outros exemplos de frena na boca bucal incluem a frena (bochechas ligar para goma) e os labial frena (liga lábios de goma). para o conceito